# Gundur, Gangawati
Gundur là một làng thuộc tehsil Gangawati, huyện Koppal, bang Karnataka, Ấn Độ.